# Catherine Hakim
Catherine Hakim, född 30 maj 1948 i Beirut, Libanon, är en brittisk sociolog. Hon har bland annat uppmärksammats för myntandet av begreppet erotiskt kapital, ett koncept som hon lanserade 2010 och återkommit till i ett antal texter och böcker. Hon har under sin karriär arbetat med frågor om arbetsmarknad och familjepolitik, bland annat för landets arbetsmarknadsministerium.

## Biografi
Hakim gjorde åren kring 1970 fältarbete i Caracas i Venezuela. Därefter var arbetade hon som forskare på Tavistock Institute i London åren 1972–1974, följt av fyra år på den brittiska statistikmyndigheten.
Hon var direktör för forskning vid brittiska arbetsmarknadsministeriet i tio års tid och direktör för ESRC Data Archive åren 1989–1990. Hon var länge kopplad till London School of Economics and Political Science, del av University of London, där hon under åren 1990–2011 fungerade som senior- och gästforskare. Därefter har hon varit seniorforskare vid Centre for Policy Studies.
Hon är redaktionsmedlem i European Sociological Review och International Sociology.

### Erotiskt kapital
När Hakim 2010 myntade konceptet erotiskt kapital väckte det stor uppmärksamhet. Utifrån detta koncept värderades sexualiteten som ett fenomen som kunde växlas in till andra värden, vilket i den allmänna debatten ofta ses som opassande. Konceptet lanserades först i tidskriften European Sociological Review, och under 2011 kom de båda böckerna Erotic Capital och Honey Money som båda utvecklade tankarna kring begreppet. 
Hakims koncept omkring värdet av erotiskt kapital hävdar att detta är ett faktiskt kapital – i likhet med ekonomiskt, kulturellt och socialt kapital – som kan utnyttjas av individen för att främja hens intressen. När termen myntades väckte den både intresse och starka reaktioner. Enligt Hakim är detta kapital en kombination av "skönhet, sociala färdigheter, god klädsmak, fysisk vältränad kropp, livlighet, sex appeal och sexuell kompetens". Hakim hävdar vidare att kvinnor har större möjligheter att utnyttja sitt erotiska kapital, eftersom män i snitt är ute efter sexuella möten oftare än kvinnor.
Hakims beskrivning av det erotiska kapitalet har fått kritik för att erbjuda en grund analys av kopplingarna mellan eros och ekonomi. Konceptet är en utveckling av Pierre Bourdieus tankar omkring socialt kapital och har senare vidareutvecklats av Eva Illouz och Dana Kaplan, vilka tillfört ett historiskt perspektiv.

## Publikationer

### Böcker
- Secondary analysis in social research, London : Allen & Unwin, 1982, ISBN 0043120156, ISBN 0043120164
- Social Change and Innovation in the Labour Market: Evidence from the Census SARs on Occupational Segregation and Labour Mobility, Part-Time Work and Student Jobs, Homework and Self-Employment (Oxford University Press, 1998). ISBN 019829381X
- Work-Lifestyle Choices in the 21st Century: Preference Theory (Oxford University Press, 2000). With a Preface by Anthony Giddens. ISBN 0199242100
- Research Design: Successful Designs for Social and Economic Research (Routledge, 2000). ISBN 9780415223126
- Models of the Family in Modern Societies: Ideals and Realities (Ashgate, 2003). ISBN 0754644065
- Key Issues in Women’s Work (Glasshouse Press, 1996, 2004). ISBN 1904385168
- Modelos de Familia en las Sociedades Modernas: Ideales y Realidades (Centro de Investigaciónes Sociológicas, 2005). ISBN 978-84-7476-378-2
- Little Britons: Financing Childcare Choice (Policy Exchange, 2008), with Karen Bradley, Emily Price and Louisa Mitchell. ISBN 9781906097219
- (på engelska) Erotic capital: the power of attraction in the boardroom and the bedroom. New York: Basic Books. 2011. ISBN 9780465027477
- Honey Money: The Power of Erotic Capital, 2011

### Artiklar (urval)
- "Developing a sociology for the twenty-first century: Preference Theory". British Journal of Sociology '49 (1998): 137–43.
- "Lifestyle preferences as determinants of women's differentiated labour market careers", Work and Occupations, 29: 428-459, november 2002.
- "Public morality versus personal choice: the failure of social attitude surveys", British Journal of Sociology, 54: 339-45, september 2003.
- "A New Approach to Explaining Fertility Patterns: Preference Theory". Population and Development Review 29 (2004): 349–374.
- "Women, careers, and work-life preferences", British Journal of Guidance and Counselling, 34: 279-294, augusti 2006.
- "Sex differences in work-life balance goals", pp 55-79 in Work-Life Balance in the Twenty-First Century (ed) D Houston, London: Palgrave Macmillan, 2005.
- "Lifestyle preferences versus patriarchal values: causal and non-causal attitudes", pp. 69-91 in Changing Life Patterns in Western Industrial Societies (eds) J Z Giele and E Holst, Oxford: Elsevier, januari 2004.
- "The politics of female diversity in the 21st century", pp. 191-227 in The Future of Gender (ed) J Browne, Cambridge University Press, 2007.
- "Erotic Capital". European Sociological Review, 26:499–518, 2010
- "Women's lifestyle preferences in the 21st century: Implications for family policy" in The Future of Motherhood in Europe (eds) J Schippers, G Beets and E te Velde, Dordrecht NL and Hingham MA: Springer, april 2011.